# Eustache de La Quérière
Eustache de La Quérière (18 février 1783 à Rouen - 18 janvier 1870 à Rouen) est un historien et archéologue français.

## Biographie
Eustache de La Quérière est négociant et juge au tribunal de commerce de Rouen. Il est membre de la Société libre d'émulation de la Seine-Maritime à partir de 1821, de l'Académie des sciences, belles-lettres et arts de Rouen à partir de 1822, de la Société des antiquaires de Normandie en 1824, de la Société des antiquaires de France, et de la Commission départementale des antiquités de la Seine-Inférieure.
À son décès, il est domicilié au no 12 rue Herbière à Rouen. Ses obsèques sont célébrées dans l'église Saint-Vincent et il est inhumé au cimetière monumental de Rouen.
Une rue de Rouen, dans le quartier Saint-Clément - Jardin-des-Plantes, porte son nom.

## Publications
- [1821] Description historique des maisons de Rouen (ill. Eustache-Hyacinthe Langlois), Paris, impr. Firmin Didot, 1821, 260 p., sur gallica (lire en ligne).
- [1841] Description historique des maisons de Rouen (ill. Eustache-Hyacinthe Langlois, Hibon, Polyclès Langlois), t. 2, Rouen, Nicétas Periaux, 1841, 290 p., sur gallica (lire en ligne).
- [1846] Essai sur les girouettes, épis, crêtes et autres décorations des anciens combles et pignons, Paris / Rouen, Derache et Dumoulin / Lebrument, 1846, sur books.google.fr (lire en ligne).
- [1851] De l'hygiène de l'habitation, Paris / Rouen, 1851, 36 p., sur gallica (lire en ligne).
- [1862] Remarques sur l'hygiène de l'habitation, et quelques mots à propos de la reconstruction de plusieurs quartiers de la ville de Rouen, Rouen / Paris, Herpin, Le Brument / Aubry, Dumoulin, 1862, sur gallica (lire en ligne).
- [1862] Une excursion au château d'Anet, Paris / Rouen, Aubry, Dumoulin / Herpin, Lanctin, Lebrument, impr. E. Cagniard, 1862, 23 p., sur gallica (lire en ligne).
- [1862] Note sur le pont de pierre de la ville de Rouen, 30 septembre 1862, 628-630 p., sur gallica (présentation en ligne, lire en ligne).
- [1864] Notice historique et descriptive sur l'ancien hôtel-de-ville, le beffroi et la grosse horloge de Rouen, Rouen / Paris, Herpin, Le Brument / Aubry, Morel et Cie, 1864, 2 pl. + 76, sur gallica (OCLC 26061697).
- [1866] Examen de l'apologie de l'abbé d'Anfernet, prêtre insermenté, publiée par M. l'abbé Loth, sous ce titre Un confesseur de la foi, à Rouen en 1794, Rouen, H. Boissel, 1866, sur gallica (lire en ligne).
- [1868] Discours prononcé le dimanche 9 août 1868, lors de l'inauguration du monument érigé, au Pont-de-l'Arche, à la mémoire de Eustache-Hyacinthe Langlois, Rouen, Brière et fils, 1868, sur gallica (lire en ligne).
- [1872] Conservation de Saint-Laurent, ancienne église paroissiale de Rouen supprimée en 1791, Rouen, D. Brière, 1872, sur gallica (lire en ligne).
- [1858] Saint-Cande-le-Jeune, église paroissiale de Rouen, supprimée en 1791 (ill. Espérance Langlois), Paris, Aubry, 1858, sur gallica (lire en ligne).